# Анонімус (угруповання)
«Анонімус» (англ. Anonymous, букв. «анонімний», «анонім», «безосібний», також Анонімоус, Анон) — угруповання активістів та хактивістів, члени якої, як вважається, у переважній більшості не знайомі один з одним; походять з різних країн і не мають чіткої внутрішньої структури. Anonymous брали на себе відповідальність за низку масштабних мережевих атак.

## Діяльність
Anonymous як угрупування було засноване у 2003-му. Початково термін з'явився на початку 2000-их на імейджборді 4chan як концепція численних спільнот інтернет-користувачів, що складають один анархічний цифровий глобальний мозок. Їхні завсідники назвали себе анонімами, оскільки саме так автоматично підписувалися учасники, якщо спеціально не вказували свого імені. В середині 2000-х молодий канадський програміст Обрі Коттл був одним з керівників іміджбордів Something Awful і 4chan. У 2007 році з Коттлом зв'язався представник Канадської служби безпеки й розвідки та запропонував взяти участь у боротьбі з міжнародними терористами, зокрема Аль-Каїдою.
Анонімні інтернет-тролі з іміджбордів влаштовували «набіги» на інші сайти, заповнюючи онлайн чати сміттєвими повідомленнями, що перешкоджало нормальній роботі. Коли 4chan почав боротися з організацією «набігів», Anonymous перейшли на сайт Коттла, 420chan. Саме тоді Коттл визначив набір напівжартівливих правил для них, що стали відомі як «Правила Інтернету»: «3. Ми — Анонім 4. Анонім — це легіон 5. Анонім ніколи не прощає».
У 2007 році, 16 червня, особа, яка вказала себе як представника Anonymous, виклала сотні гігабайтів внутрішніх поліцейських файлів із понад 200 агентств США назвою #BlueLeaks. Там містилося мало інформації про неправомірну поведінку поліції, але містилися докази використання нею неперевіреної чи перебільшеної інформації. Угрупування також переслідувало Гела Тернера, неонацистського радіоведучого, але припинило, коли виявилося, що Тернер був інформатором ФБР.
Всесвітньо відомим угрупування стало лише у 2008-му після виступу проти Церкви Саєнтології, звинувачуючи її в залученні вірян псевдонаукою та гнобленні критиків. Активісти атакували ресурси церкви та водночас здійснювали фізичні протести у масках персонажа V із коміксу «V означає Вендетта». Образ та зокрема маска Гая Фокса з коміксу «V означає Вендетта» та його кіноадаптації став символом хакерської групи.
Однією з ключових акцій групи стала «Помста за Ассанжа» 2010 року — атака на платіжні системи Visa та MasterCard після блокування ними пожертвувань для сайту WikiLeaks. Далі була й інші політичні акції, зокрема, під час «арабської весни» хакери протестувальників атакували ресурсі урядів Тунісу, Єгипту та Сирії.
На піку своєї популярності, у 2012 році, Anonymous була мережею з тисяч активістів — прибічників ліво-лібертаріанських ідеалів особистої свободи, що виступали проти консолідації корпоративної та урядової влади. Але після низки арештів угрупування перестало активно діяти. Ключовим став арешт Гектора «Сабу» Монсегура, 28-річного чоловіка з Нью-Йорку, який став інформатором у складній спецоперації, яка призвела до арешту багатьох основних учасників угрупування.
Невеликі групи анонімів лишилися, але проявляли суттєвої активності. Найгучніший злам за участю Anonymous відбувся під час протестів 2014 року у Фергюсоні, штат Міссурі. У відповідь на смерть Майкла Брауна, розстріляного поліцією, угрупування зламало міські вебсервери та оприлюднило домашню адресу начальника поліції. Потім Anonymous оголосило ім'я стрільця, але ця інформація виявилася хибною. У 2018 році Anonymous оголосили «війну» рухові «QAnon».

## Участь Anonymous у російсько-українській війні 2022 року
У відповідь на вторгнення Росії до України 2022 року, угруповання Anonymous оголосило кібервійну російському уряду. Повідомлення про це було опубліковане в Twitter у ніч на п'ятницю, 25 лютого. Угруповання вперше у своїй історії оголосило війну цілій країні. Пізніше вони заявили про DDoS-атаки на сайт російського державного пропагандистського телеканалу RT News.
27 лютого хакери заявили, що «поклали» сайт уряду Чечні. 28 лютого були атаковані сайти інших ЗМІ, також сайти банків, на російському телебаченні транслювали українські пісні та гімн України. У відповідь проросійська хакерська група Killnet заявила що здійснила DDoS атаку на офіційний сайт угруповання Anonymous, але офіційного сайту в групування Anonymous ніколи не було.
22 березня Anonymous повідомили: «Ми друкували інструкції з боротьби проти пропаганди й установлення Tor (вебоглядача з функцією обходу блокувань) на принтерах по всій Росії протягом 2 годин і надрукували понад 100 000 копій».
Станом на 22 березня Anonymous зламали та «злили» дані таких сайтів у Росії: Nestle, Росатом, Роснафта, Роскомнагляд, Газпром, ФСБ та сайт російського уряду. Також хакери зламали стрімінгови сервіси Wink та Ivi, державних телеканалів та запустили відео бомбардувань українських міст. Anonymous зламали базу даних Міноборони Росії та оприлюднили телефони, пошту і імена співробітників відомства. У березні Anonymous також зламали десятки вебкамер по всій Росії. Трансляції збираються на спеціальному сайті під назвою Behind Enemy Lines [Архівовано 22 березня 2022 у Wayback Machine.], де на картинку накладаються різні повідомлення політичного характеру.
24 березня Anonymous заявили, що зломали сайти торгових мереж Auchan, Leroy Merlin та Decathlon. 
Окрім російських сайтів, Anonymous повалили сайт міноборони Білорусі та урядовий сайт Чечні. Додатково Anonymous пригрозили зламати сайти ще 40 компаній, які продовжують співпрацювати з Росією на тлі війни проти України. Серед яких такі гіганти, як: Hayatt, BBDO, Raiffeisen Bank, IPG та інші.
Вранці 9 травня 2022 року, коли Росія святкувала День перемоги у Другій світовій війні, у телепрограмах російських супутникових телеканалів з'явилися антивоєнні висловлювання з нагадуванням про причетність громадян РФ до вбивств цивільних. Про кібератаку заявив російський відеохостинг Rutube. Anonymous у відповідь зламали телепрограму російського телебачення.
У 2023 році хакери оголосили DDOS-атаку ООН після підриву Каховської ГЕС.

## Філософія
Головний вебсайт угрупування описує його як «інтернет-зібрання» з «дуже вільною та децентралізованою командною структурою, яка працює на основі ідей, а не директив». Загалом, «Анонімус» виступають проти цензури та контролю в Інтернеті, і більшість їхніх дій спрямовані на уряди, організації та корпорації, які вони звинувачують у цензурі. «Анонімус» були ранніми прихильниками глобального руху «Occupy» та арабської весни. Деякі його члени протестують, використовуючи законні засоби, тоді як інші застосовують DDoS-атаки та хакерство. Більшість представників угрупування дотримуються лівих ідей, але часто використовують праворадикальну символіку та поведінку (нацистську свастику, расистські гасла), щоб шокувати авдиторію.
Американська антрополог Габріелла Коулман писала про угрупування: «У певному сенсі, мабуть, неможливо оцінити наміри та мотиви тисяч учасників, багато з яких навіть не намагаються залишити сліди своїх думок, мотивації та реакції. Серед тих, що лишають, думки суттєво різняться».
Оскільки «Анонімус» не має керівництва, жодну дію угрупування не можна віднести до неї в цілому. Журналістка «The Wall Street Journal» Пармі Олсон та інші критикували висвітлення «Анонімус» у ЗМІ, як добре організованого або однорідного угрупування; Олсон пише: «Не було єдиного лідера, який тягнув за важелі, натомість кілька організаційних розумів, які іноді об'єднувалися, щоб почати планувати трюк». Вона характеризує «Анонімус» радше як рух, аніж угрупування.